# Луценко Євген Олегович
Євген Олегович Луценко (рос. Евгений Олегович Луценко, нар. 25 лютого 1987, Оренбург) — російський футболіст, нападник клубу «Арсенал» (Тула).
Виступав, зокрема, за московські «Торпедо» та «Динамо», а також молодіжну збірну Росії.

## Клубна кар'єра
Народився 25 лютого 1987 року в місті Оренбург. Вихованець футбольної школи клубу «Торпедо» (Москва), по завершенні якої підписав свій перший професіональний контракт.
Перший матч за основну команду зіграв 24 вересня 2004 року в матчі Прем'єр-ліги проти самарських «Крил Рад», перший гол забив 24 вересня 2005 року у ворота московського «Локомотива». За підсумками сезону 2006 року клуб вилетів з вищого дивізіону, втім Луценко залишився у команді і провів ще два сезони у другому дивізіоні, після чого клуб втратив професіональний статус і був відправлений до аматорської ліги і всі контракти гравців були автоматично розірвані. Загалом у своїй рідній команді Євген провів п'ять сезонів, взявши участь у 101 матчі чемпіонату. Більшість часу, проведеного у складі московського «Торпедо», був основним гравцем атакувальної ланки команди.

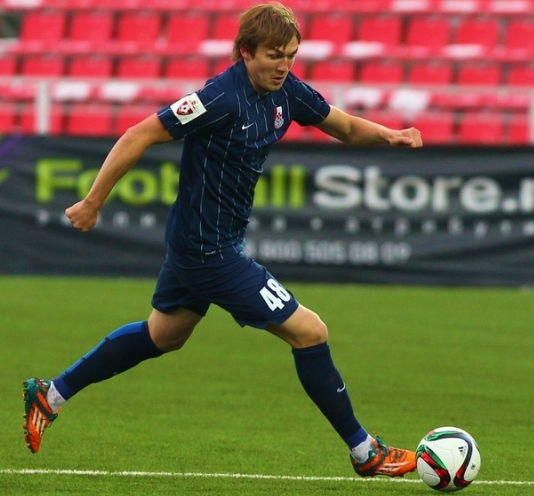
Євген Луценко під час виступів за «Мордовію». 2015 рік.

У першій половині 2009 року Луценко грав за команду третього дивізіону клубу «Ставропілля-2009» (12 матчів), після чого перейшов у вищоліговий «Ростов», де зіграв 11 матчів у Прем'єр-лізі, але не забив жодного голу і влітку 2010 року був відданий в оренду в бєлгородський «Салют» (11 матчів, 1 гол).
На початку 2011 року перейшов до хабаровського клубу «СКА-Енергія», де отримав постійну практику в нападі і у 75 матчах другого дивізіону забив 21 гол.
Влітку 2013 року став гравцем «Мордовії». Разом з саранським клубом у першому ж сезоні Луценко повернувся в Прем'єр-лігу, де провів ще два роки і в другому сезоні 2015/16 з десятьма м'ячами став найкращим бомбардиром клубу і поділив 6-ту сходинку з Мамаєвим і Мельгарехо в списку найкращих бомбардирів всього чемпіонату.
20 червня 2016 року став гравцем московського «Динамо». У складі «біло-блакитних» став переможцем першості ФНЛ 2016/17 і повернувся з «Динамо» до Прем'єр-ліги.
13 червня 2019 року «Динамо» на своєму сайті оголосило, що Луценко покинув клуб, а вже 16 червня 2019 року він перейшов у тульський «Арсенал». У першому ж сезоні за тульську команду Луценко зіграв 28 матчів в Прем'єр-лізі, забивши 15 голів, ставши третім найкращим бомбардиром чемпіонату.

## Виступи за збірну
2007 року залучався до складу молодіжної збірної Росії. На молодіжному рівні зіграв у 4 офіційних матчах, забив 1 гол.

## Статистика виступів

### Статистика клубних виступів
| Сезон                        | Команда                      | Чемпіонат                    | Чемпіонат | Чемпіонат | Національний кубок | Національний кубок | Національний кубок | Континентальні кубки | Континентальні кубки | Континентальні кубки | Інші змагання | Інші змагання | Інші змагання | Усього | Усього | Усього |
| Сезон                        | Команда                      | Ліга                         | Ігор      | Голів     | Ліга               | Ігор               | Голів              | Ліга                 | Ігор                 | Голів                | Ліга          | Ігор          | Голів         | Ігор   | Голів  |        |
| ---------------------------- | ---------------------------- | ---------------------------- | --------- | --------- | ------------------ | ------------------ | ------------------ | -------------------- | -------------------- | -------------------- | ------------- | ------------- | ------------- | ------ | ------ | ------ |
| 2004                         | «Торпедо» (Москва)           | ПЛ                           | 1         | 0         | КР                 | 0                  | 0                  |                      | -                    | -                    |               | -             | -             | 1      | 0      |        |
| 2005                         | «Торпедо» (Москва)           | ПЛ                           | 18        | 1         | КР                 | 3                  | 1                  |                      | -                    | -                    |               | -             | -             | 21     | 2      |        |
| 2006                         | «Торпедо» (Москва)           | ПЛ                           | 23        | 3         | КР                 | 5                  | 0                  |                      | -                    | -                    |               | -             | -             | 28     | 3      |        |
| 2007                         | «Торпедо» (Москва)           | 1Д                           | 24        | 1         | КР                 | 3                  | 0                  |                      | -                    | -                    |               | -             | -             | 27     | 1      |        |
| 2008                         | «Торпедо» (Москва)           | 1Д                           | 35        | 4         | КР                 | 1                  | 0                  |                      | -                    | -                    |               | -             | -             | 36     | 4      |        |
| Усього за «Торпедо» (Москва) | Усього за «Торпедо» (Москва) | Усього за «Торпедо» (Москва) | 101       | 9         |                    | 12                 | 1                  |                      | -                    | -                    |               | -             | -             | 113    | 10     |        |
| 2009                         | «Ставропілля-2009»           | 2Д                           | 12        | 0         | КР                 | 0                  | 0                  |                      | -                    | -                    |               | -             | -             | 12     | 0      |        |
| 2009                         | «Ростов»                     | ПЛ                           | 6         | 0         | КР                 | 0                  | 0                  |                      | -                    | -                    |               | -             | -             | 6      | 0      |        |
| 2010                         | «Ростов»                     | ПЛ                           | 5         | 0         | КР                 | 0                  | 0                  |                      | -                    | -                    |               | -             | -             | 5      | 0      |        |
| Усього за «Ростов»           | Усього за «Ростов»           | Усього за «Ростов»           | 11        | 0         |                    | 0                  | 0                  |                      | -                    | -                    |               | -             | -             | 131    | 0      |        |
| 2010                         | «Салют» (Бєлгород)           | 1Д                           | 10        | 1         | КР                 | 0                  | 0                  |                      | -                    | -                    |               | -             | -             | 10     | 1      |        |
| 2011–12                      | «СКА-Енергія»                | ФНЛ                          | 44        | 13        | КР                 | 1                  | 0                  |                      | -                    | -                    |               | -             | -             | 45     | 13     |        |
| 2012–13                      | «СКА-Енергія»                | ФНЛ                          | 29+2      | 8+0       | КР                 | 1                  | 1                  |                      | -                    | -                    |               | -             | -             | 32     | 9      |        |
| Усього за «СКА-Енергію»      | Усього за «СКА-Енергію»      | Усього за «СКА-Енергію»      | 75        | 21        |                    | 2                  | 1                  |                      | -                    | -                    |               | -             | -             | 77     | 22     |        |
| 2013–14                      | «Мордовія»                   | ФНЛ                          | 26        | 4         | КР                 | 2                  | 0                  |                      | -                    | -                    |               | -             | -             | 28     | 4      |        |
| 2014–15                      | «Мордовія»                   | ПЛ                           | 22        | 2         | КР                 | 3                  | 1                  |                      | -                    | -                    |               | -             | -             | 25     | 3      |        |
| 2015–16                      | «Мордовія»                   | ПЛ                           | 27        | 10        | КР                 | 0                  | 0                  |                      | -                    | -                    |               | -             | -             | 27     | 10     |        |
| Усього за «Мордовію»         | Усього за «Мордовію»         | Усього за «Мордовію»         | 75        | 16        |                    | 5                  | 1                  |                      | -                    | -                    |               | -             | -             | 80     | 17     |        |
| 2016–17                      | «Динамо» (Москва)            | ФНЛ                          | 30        | 6         | КР                 | 2                  | 1                  |                      | -                    | -                    |               | -             | -             | 32     | 7      |        |
| 2017–18                      | «Динамо» (Москва)            | ПЛ                           | 13        | 3         | КР                 | 1                  | 0                  |                      | -                    | -                    |               | -             | -             | 14     | 3      |        |
| Усього за кар'єру            | Усього за кар'єру            | Усього за кар'єру            | 327       | 56        |                    | 22                 | 4                  |                      | -                    | -                    |               | -             | -             | 349    | 60     |        |